# 오거스틴산
오거스틴산(Augustine Volcano)은 미국 알래스카에 위치한 화산섬으로, 활화산이다. 이 섬은 무인도로, 성층화산이며, 2006년에 마지막 분화를 한 이후에 분화는 멈추었다. 알래스카 반도의 옆에 위치하고 있다. 이 화산은 용암 돔이 뭉쳐서 있는 종상 화산의 일종이지만, 모양이 성층 화산과 똑같게 생겨 성층 화산으로 분류되었다.